# Itinga do Maranhão
Itinga do Maranhão este un oraș în unitatea federativă Maranhão (MA), Brazilia.